# Точилка для карандашей

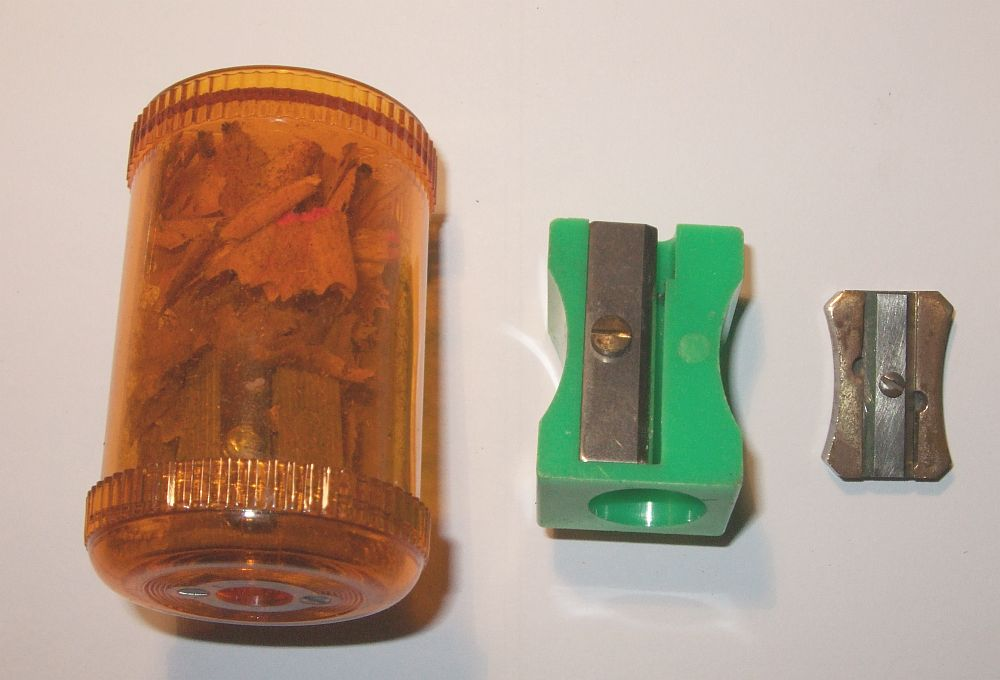
Точилки разных типов

Точилка для карандашей — приспособление, облегчающее затачивание карандашей. Существуют разные конструкции точилок для карандашей — от ручных, помещающихся в кармане или пенале, до точилок большего размера, устанавливающихся на столе в офисе (механических и электрических). Последние всегда имеют отсек для сбора стружки (имеется и в некоторых карманных точилках). Точилки используют поступательное или вращательное движение резца относительно карандаша.

## История

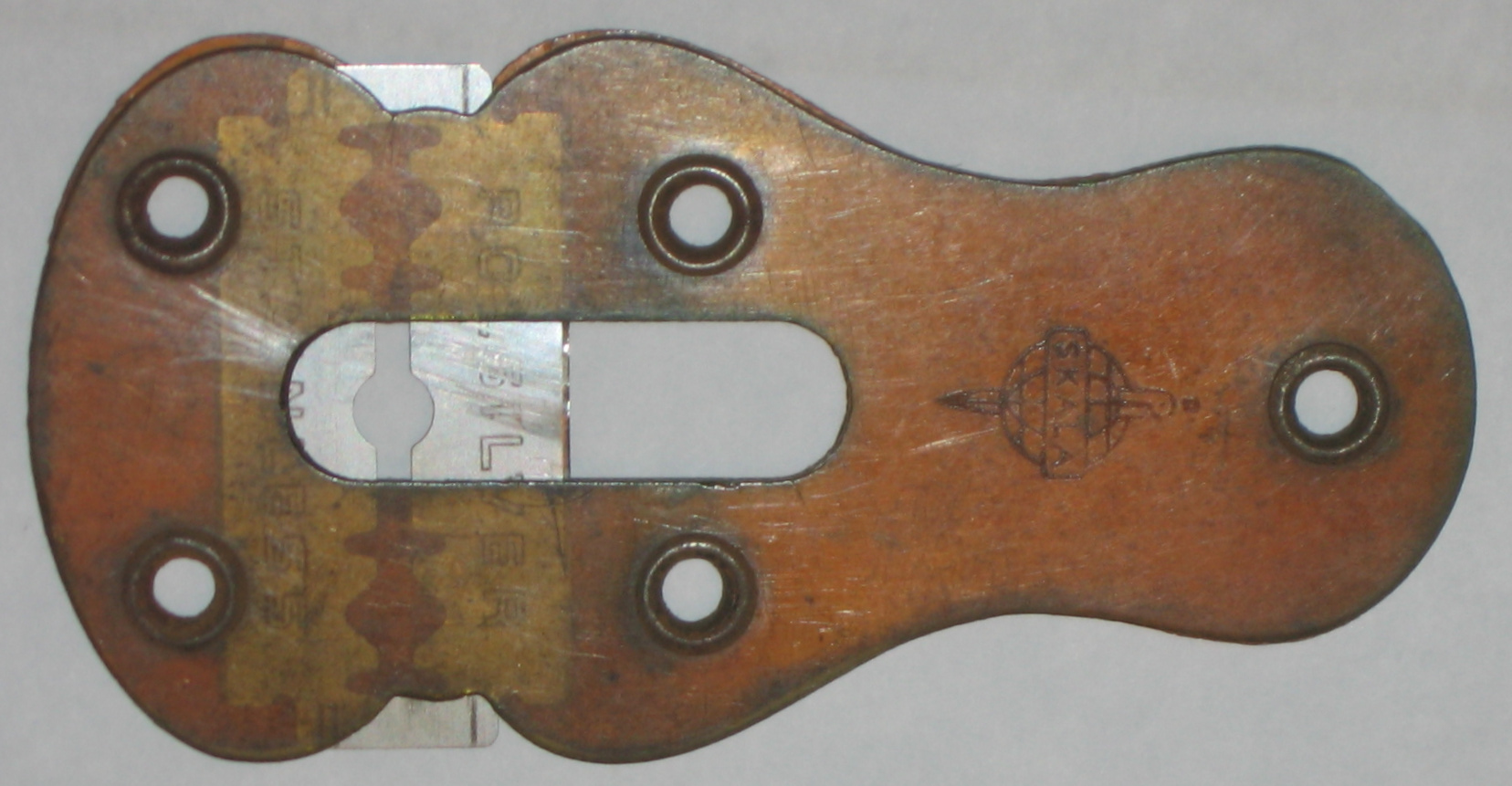
Чинка с вставным лезвием

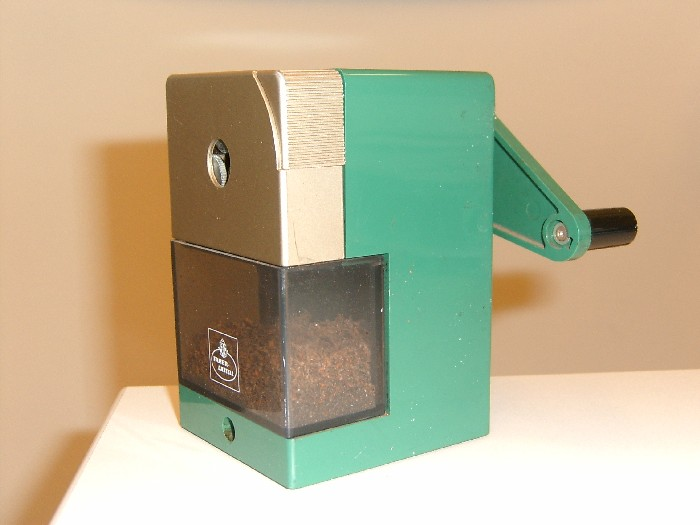
Механическая точилка с ручным приводом

До разработки специальной точилки для карандашей карандаш точили ножом. Точилки для карандашей сделали эту задачу намного легче и дали более равномерную заточку карандаша. Некоторые специализированные виды карандашей, такие, как столярный карандаш, обычно заостряются ножом, в связи с их плоской формой.
Обебенто Маленто, французский математик, взял первый патент (French patent № 2444) на точилки для карандашей в 1828 году. Первая американская точилка для карандашей была запатентована Уолтером К. Фостером из Бангора в 1855 году. Электрические точилки карандашей для офисов были созданы в 1917 году.
В настоящее время точилки имеют широкий спектр цветов и форм.